# Lijst van burgemeesters van Urmond
Dit is een lijst van burgemeesters van de voormalige Nederlandse gemeente Urmond tot die gemeente op 1 januari 1982 opging in de gemeente Stein.
| Ambtsperiode | Naam burgemeester        | Partij of stroming | Bijzonderheden |
| ------------ | ------------------------ | ------------------ | --- |
| 1825 - 1836? | Johannes Gelissen        |                    | vanaf 1822 al (waarnemend) schout |
| 1837 - 1840  | Peter Simens             |                    | |
| 1840 - 1879  | Adolph Claessen          |                    | tot 1842 waarnemend |
| 1879 - 1928  | P.N. Strijkers           |                    | |
| 1928 - 1941  | V.W. Ruijpers            |                    | |
| 1941 - 1942  | J.H. Schreurs            | NSB                | tevens/later (waarnemend) burgemeester van Grevenbicht, Obbicht en Papenhoven en Roosteren                                                                                       |
| 1942 - 1944  | L.L.A. Stille            | NSB                | |
| 1944 - 1963  | V.W. Ruijpers            |                    | |
| 1963 - 1982  | Hans (J.L.J.M.) Coenders | KVP / CDA          | rond 1965 enige tijd waarnemend burgemeester van Munstergeleen, vanaf 1968 burgemeester van Stein en tevens waarnemend burgemeester van Urmond, later burgemeester van Landgraaf |